# Johann Gustav Gottlieb Büsching

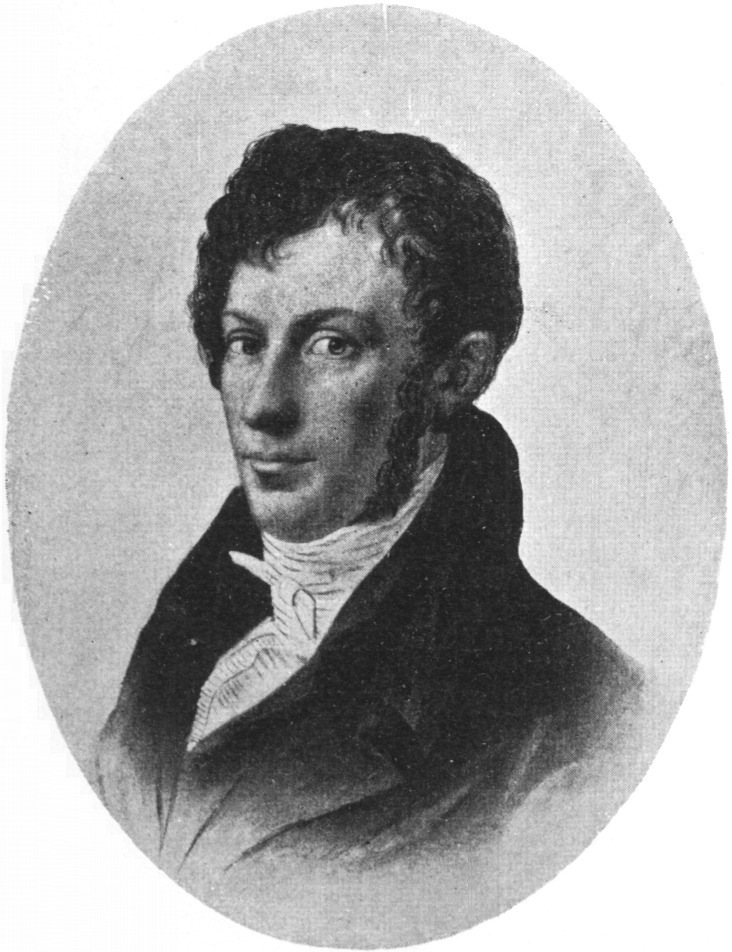
Johann Gustav Gottlieb Büsching.

Johann Gustav Gottlieb Büsching  (Berlín, 19 de septiembre de 1783-Breslau, 4 de mayo de 1829) arqueólogo, germanista y folkorista teutón  hijo de geógrafo alemán Anton Friedrich Büsching (1724–1793)

## Biografía
Era el duodécimo de trece hermanos y se quedó huérfano siendo niño. Estudió jurisprudencia en Halle y Erlangen, donde fue miembro de un grupo estudiantil. En 1806, fue secretario de gobierno en Berlín, pero se decantó por otra profesión más artística gracias a su amigo  Friedrich Heinrich von der Hagen, y comenzó a investigar las variantes arcaicas lingüísticas y el folklore alemán viajando por monasterios e instituciones. Junto con von der Hagen en 1807 publicó una colección de canciones populares alemanes, en 1808 deutsche Gedichte des Mittelalters, y en 1809  Buch der Liebe.